# Pierre Henri Bayaux
Pierre Henri Bayaux (Brussel, 31 augustus 1884 – Knokke, 11 augustus 1946) was een Belgisch kunstschilder.

## Biografie
Bayaux begon rond zijn twintigste te schilderen zonder enige academische opleiding. Hij werd wat later leerling van Ernest Blanc-Garin, kunstschilder uit Brussel die vaak naar zijn villa kwam in de duinen van Knokke. Hij studeerde eveneens een korte tijd in Parijs in ateliers van Montparnasse en vooral aan de Académie de la Grande Chaumière de beroemdste kunstacademie in Parijs, waar in de eerste jaren van de twintigste eeuw vooral het luminisme gepropageerd werd. Dit luminisme zou hem zijn hele verder leven kenmerken.

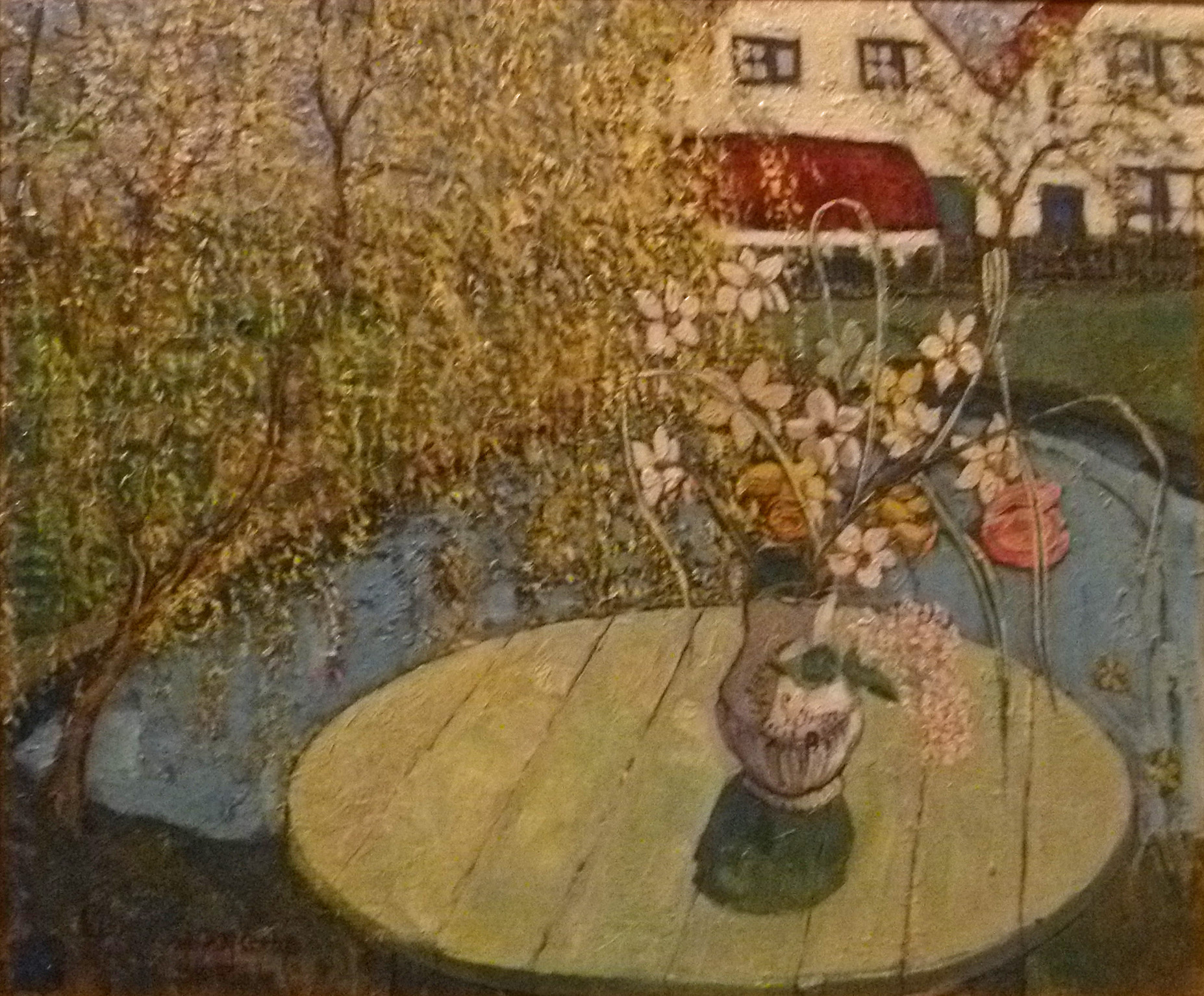
Bloemenvaas met zicht op Graaf Jansdijk (Knokke)

Van 1908 tot 1914 woonde hij in Oostkerke, later in Knokke in een ruime villa met atelier op het adres “Graaf Jansdijk”.

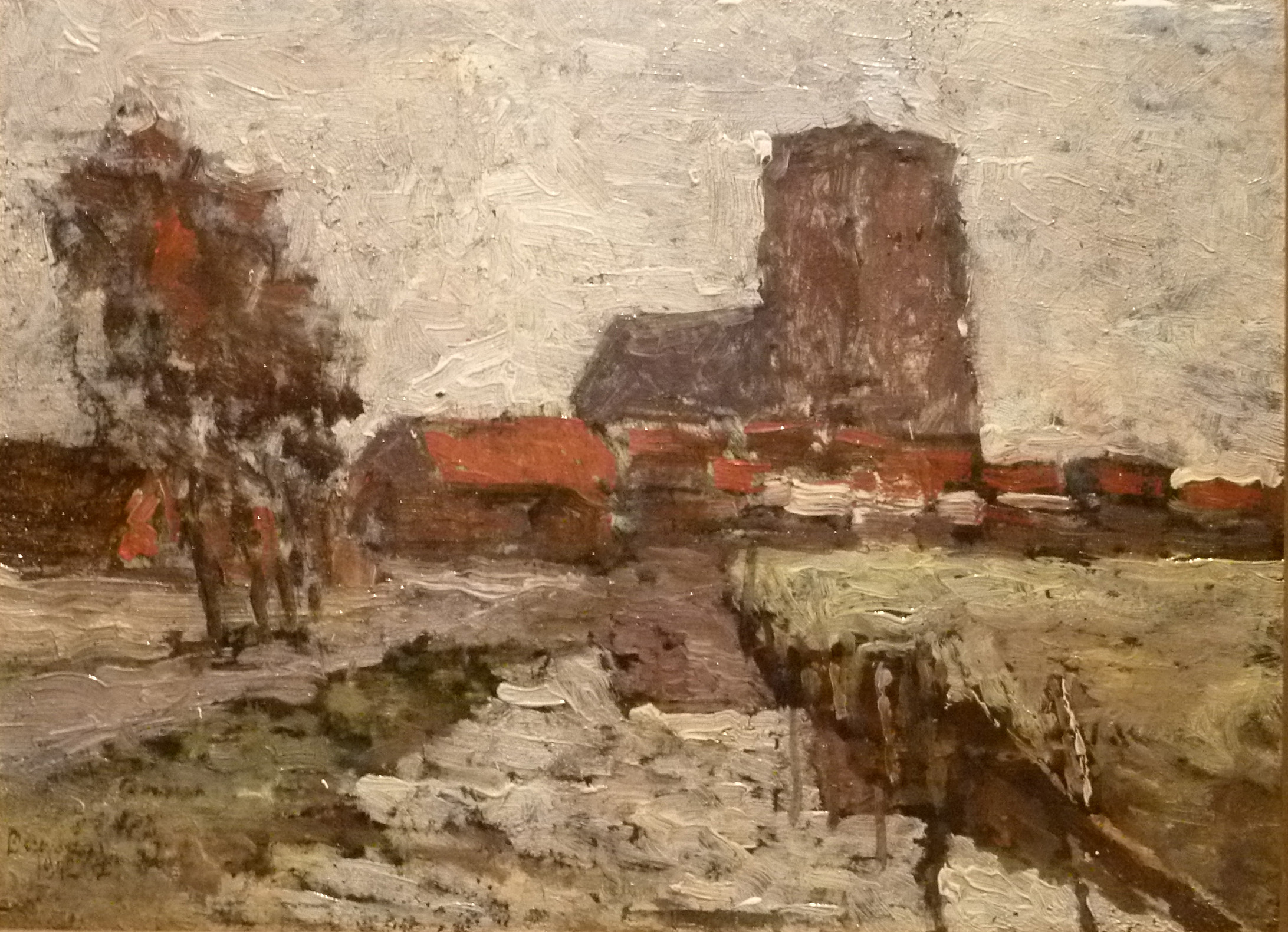
Oostkerke, 1942

Hij schilderde op verfijnde en subtiele wijze stillevens, vogels, bloemen, figuren, marines, de Vlaamse polderstreek en stadsgezichten in een eigen postimpressionistische stijl met luministische inslag. Hij had een aparte techniek met gebruik van een zwaar palet, donkere kleuren en zware contouren.
In zijn laatste levensjaren, tussen 1938 en 1946, schilderde hij een poëtische reeks doeken "Vies Silencieuces". Deze stellen op heldere en serene wijze eenvoudige zaken voor, zoals bloemen geplukt in zijn tuin of kleine snuisterijen, een gordijn in witte voile met erachter een landschap.

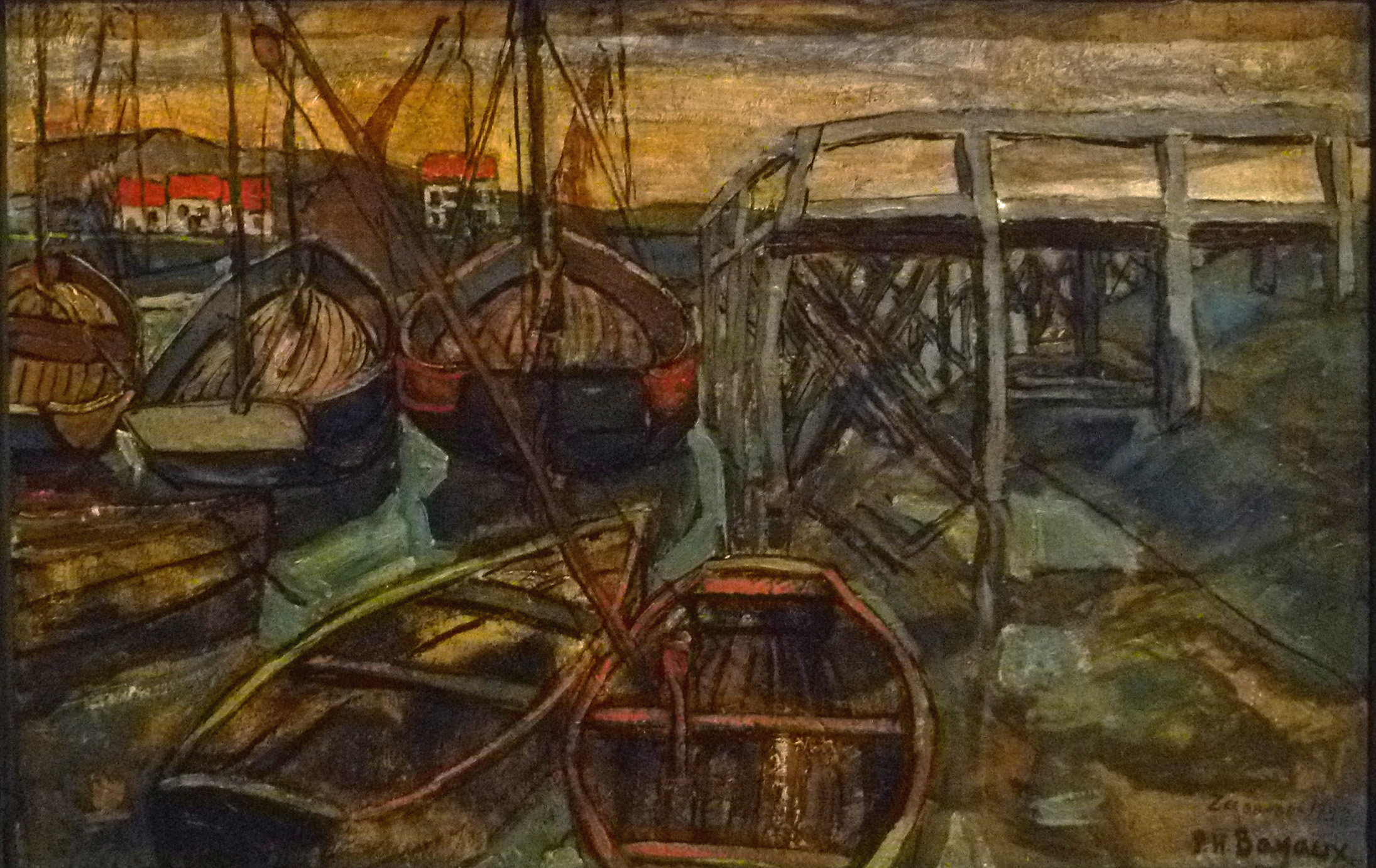
Vissershaven te Zeebrugge (1928)

Bayaux bleef ongehuwd. Hij ligt begraven op de Sint-Helenabegraafplaats in Knokke. Zijn atelier stond bij zijn overlijden nog volgestapeld met doeken die hij nog nooit had tentoongesteld. Het casino van Knokke hield, een jaar na zijn overlijden, een retrospectieve tentoonstelling met ongeveer 70 olieverfschilderijen.

## Tentoonstellingen
- 1929, Oostende, Galerie Studio (samen met Alfred Courmès, Carol Deutsch en Félix Labisse)
- 1930, Oostende, Kursaal (samen met Armand Delwaide, Carol Deutsch, Félix Labisse en Ninette Labisse)
- 1930, Antwerpen, Galerie La Boussole (samen met Sam Buck, Alfred Courmès, Félix Labisse en Vadime Androussow). James Ensor schreef het voorwoord voor de begeleidende brochure.
- 1939, Brussel, het "Vierjaarlijks Kunstsalon van België"
- 1942, Knokke, deelname, samen met zijn vriend Jean Parmentier (1883-1973), aan de groepstentoonstelling door de "Vere(e)niging der Schilders van de Oostkust".
- 1947, Knokke, retrospectieve tentoonstelling in het casino.
- 2012, Knokke-Heist, Cultuurcentrum Scharpoord: aantal doeken op de tentoonstelling "Van het atelier naar de kust, Knocke & Heyst, 1880-1940"

## Verzamelingen
De Gemeente Knokke-Heist bezit meerdere landschappen en stillevens van Bayaux. De meeste werken bevinden zich nog in privébezit.